# Биз Марки
Биз Марки (англ. Biz Markie, настоящее имя Марсель Тео Холл (англ. Marcel Theo Hall); 8 апреля 1964 — 16 июля 2021) — американский рэпер и актёр.

## Биография
Родился 8 апреля 1964 года в Нью-Йорке. Его настоящее имя Марсель Тео Холл, псевдоним Биз Марки он взял уже после своего выхода на сцену. Он обрёл широкую популярность после выхода композиции «Just a Friend», вошедшей в десятку лучших хитов Америки в 1989 году. В 2008 году эта композиция вошла в сотню лучших песен всех времён. Биз Марки известен как рэпер, битбоксер, диджей, комик и певец.
Имел одну из самых больших музыкальных коллекций, состоящую из 30 000 45 RPM записей и более 50 000 винилов.
Биз Марки считается пионером рэпа и одним из самых комичных MC в истории «черной» музыки. Выходец из «Juice Crew» Марли Марла он собирал большое число зрителей, когда хип-хоп находился в самом начале.
Умер 16 июля 2021 года. Предварительной причиной смерти являются осложнения, вызванные сахарным диабетом.

## Карьера

### 1980-е годы
Первый раз он вышел на сцену в 1985 году в возрасте 21 года. Его заметили после того, как он записал свой битбоксинг для Roxanne Shante из легендарной хип-хоп команды «Juice Crew», где числились такие гиганты жанра, как Marley Marl, Mr. Magic, LL Cool J, Big Daddy Kane, Kool G. Rap, Roxanne Shante, MC Shan, Masta Ace и другие участники.
Биз Марки подписал свой первый контракт в 1988 году с Cold Chillin' Records и запомнился многим, как первый рэпер, который использовал чистые семплы в своих треках. Как результат, его раскритикованный альбом «I Need A Haircut» был изъят из продажи из-за использования семпла из хита Gilbert O’Sullivan’а «Alone Again (Naturally)».
10 октября 1989 года выпустил второй студийный альбом «The Biz Never Sleeps». В сингле «Just a Friend» Биз Марки чередует рэп и пение, этот трек стал его самым успешным синглом, достигнув № 9 в чартах «Billboard».

### 1990-е годы
Третий студийный альбом Марки «I Need a Haircut» был выпущен 27 августа 1991 года под лейблом «Cold Chillin' Records». Продажи альбома уже были достаточно низкими, когда на Марки подал в суд Gilbert O’Sullivan, который утверждал, что песня «Alone Again», из нового альбома Биза, имела признаки плагиата из песни «Alone Again (Naturally)» Gilbert’а. В 1993 году Биз Марки ответил, что плагиат уже отсутствует, но его карьера значительно пострадала от «грязной» рекламы из-за судебного процесса. Дополнительные плохие новости пришли, когда видео на трек «Toilet Stool Rap» было названо «Худшее видео года» в «the Fromage show» от канадских «MuchMusic».
В течение оставшейся части десятилетия Марки время от времени появлялся на телевидении, в том числе в качестве гостя в «Living Color» и, в 1996 году, в Фристайл-рэп шоу на MTV2.
В 1997 году Марки появился в песне The Rolling Stones «Anybody Seen My Baby?»" из альбома «Bridges to Babylon». Его куплет был сокращен на некоторых радиостанциях. Также музыкант прописал сэмплы для композиции; это единственная песня «Стоунз», в которой используются сэмплы.

## Болезнь и смерть
В апреле 2020 года Марки был госпитализирован из-за тяжелых осложнений диабета 2 типа. В декабре 2020 года сообщалось, что Марки находится в реабилитационном центре в результате инсульта, который он перенес после впадения в диабетическую кому.
1 июля 2021 года в Твиттере распространились слухи о его смерти. Его представитель сказал Rolling Stone: «Новости о смерти Биз Марки не соответствуют действительности, Биз все еще находится под медицинским наблюдением в окружении профессионалов, которые усердно работают, чтобы обеспечить наилучшее медицинское обслуживание». Позже Биз Марки умер в больнице Балтимора через пятнадцать дней 16 июля в возрасте 57 лет.

## Дискография

### Студийные альбомы
- 1988: Goin' Off
- 1989: The Biz Never Sleeps
- 1991: I Need a Haircut
- 1993: All Samples Cleared!
- 2003: Weekend Warrior

### Синглы
| Год  | Песня                            | Позиции в чартах | Позиции в чартах | Позиции в чартах | Альбом               |
| Год  | Песня                            | U.S. Hot 100     | U.S. R&B         | U.S. Rap         | Альбом               |
| ---- | -------------------------------- | ---------------- | ---------------- | ---------------- | -------------------- |
| 1987 | «Make the Music with Your Mouth» | 84               | 12               | 2                | Goin' Off            |
| 1988 | «Vapors»                         | 37               | 7                | 4                | Goin' Off            |
| 1989 | «Just a Friend»                  | 9                | 2                | 1                | The Biz Never Sleeps |
| 1991 | «What Comes Around Goes Around»  | 5                | 4                | 4                | I Need a Haircut     |
| 1993 | «Let Me Turn You On»             | 7                | 2                | 2                | All Samples Cleared! |
| 1993 | «Young Girl Bluez»               | 4                | 1                | 1                | All Samples Cleared! |